# Uma Só Globo

Logotipo da Globo usado de 2021 até 2024. Ao todo, foram feitas seis versões diferentes.

Uma Só Globo foi uma campanha de fusão de diversas empresas da Globo. O processo de fusão iniciou-se em 2000 com a estreia do Essência Globo, que buscava unificar a cultura da empresa nos mesmos valores. Ele foi oficializado em 24 de setembro de 2018.

## Antecedentes
O Grupo Globo é um dos maiores conglomerados de mídia do mundo, figurando em 17º em 2015, de acordo com dados da ZenithOptimedia. Tradicionalmente, a Globo preocupava-se em camuflar que era um monopólio, fazendo com que houvesse problemas e gastos excessivos internos. Por exemplo, a TV Globo e a Globosat fizeram uma parceria para produzir episódios inéditos de Sai de Baixo, pois a Globo e o Canal Viva possuiam CNPjs diferentes. O mesmo ocorreu com Lady Night, talk show de Tatá Werneck, que é uma parceria entre a TV Globo e a Multishow.

## Objetivos
O Uma Só Globo tem como objetivo a transformação do Grupo Globo em uma empresa mediatech. O projeto é uma megafusão das suas áreas de negócios pra reduzir despesas e ter ganho de volume, tanto de produção quanto de conteúdo. Uma das motivações para o projeto foi adequar o Grupo Globo aos novos mercados, onde a empresa não presta mais serviços para televisão, tornando-se um portal, serviço de streaming e produtora de conteúdo multipla. De acordo com Jorge Nóbrega, o projeto tem três pilares. Uma revisão estratégica, com a redefinição dos negócios que a companhia deveria ter, refazer o modelo operacional e mudança cultural. O novo modelo de gestão implementado é o D2C.

### Frentes
Antes de seu lançamento, o Uma Só Globo trabalhou em algumas frentes. As quatro destacadas pela empresa são:
- Projeto Esportes: liderado por Roberto Marinho Neto, que tem por objetivo definir um novo modelo de gestão de esportes para TV Globo e Globosat, buscar integrar a produção de conteúdo esportivo (fábrica de esportes) e gerir esportes com uma visão de resultados e de conjunto;
- Projeto de Inteligência & Publicidade Digital: liderado por Eduardo Schaeffer, que visa organizar uma área central de inteligência e comercialização dos ativos digitais produzidos pela TV Globo, Globosat e Som Livre, baseada em dados e conhecimento do consumidor;
- Projeto OTT/Novo Globoplay: liderado por João Mesquita, que vai oferecer em uma plataforma de distribuição única, diretamente ao consumidor, um amplo serviço de vídeo com conteúdos produzidos pela TV Globo e pela Globosat, além de conteúdos internacionais;
- Projeto Uma Só Tecnologia: liderado por Rossana Fontenele, que visa organizar a tecnologia como uma função única e integrada para TV Globo, Globosat, Som Livre, Globo.com e DGCORP.

## Criação e desenvolvimento
O Uma Só Globo nasceu como diversos projetos de unificação que ocorreram dentro da Globo, iniciando em 2000 com o Essência Globo, projeto de unificação da cultura da empresa nos mesmos valores. Outros conglomerados de mídia, como Disney, WarnerMedia, Comcast e Univision passaram por reestruturações semelhantes.
A consultora Accenture foi contratada para auxiliar o Grupo Globo. Rossana Fontenele, então diretora-geral de Planejamento e Gestão da TV Globo, foi nomeada como diretora-geral de Estratégia e Desenvolvimento de Negócios, sendo responsável por todos os projetos da Uma Só Globo e respondendo apenas para Jorge Nóbrega, diretor-executivo do Grupo Globo. Inicialmente, o Valor Econômico e o Sistema Globo de Rádio ficaram fora do programa.
O Uma Só Globo foi oficialmente anunciado em 24 de setembro de 2018 em um comunicado interno de Jorge Nóbrega para todos os setores do Grupo Globo. O projeto ocorre durante um período turbulento para o Grupo. Seu desenvolvimento ocorreu durante o governo Jair Bolsonaro, quando a Secom deixou de anunciar na Globo. A TV aberta brasileira também foi afetada pela Pandemia de COVID-19. A Globo precisou repensar sua grade de programação por não ter orçamento para todas as produções. O período também foi marcado pela perda dos direitos da fórmula 1, Libertadores e campeonatos regionais, o fim do Domingão do Faustão e a volta da família Marinho à liderança da empresa. Em 2021, Paulo Marinho tornou-se diretor-executivo da Globo e João Roberto Marinho tornou-se presidente do Grupo Globo. Em 2021, o prejuízo da Globo foi de R$ 144 milhões, uma piora de 122% comparado a 2020.
Em 29 de março de 2021, o Grupo Globo divulgou a primeira propaganda do Uma Só Globo durante o intervalo da novela Amor de Mãe. O vídeo principal tem um minuto de duração, e era acompanhado de outros quatro vídeos de 30 segundos cada.

## Consequências

### Estrutura
A nova estrutura foi divulgada em 8 de novembro de 2019. O novo organograma da empresa é:
- Paulo Marinho: Canais Globo (TV Globo, afiliadas e canais pagos);
- Carlos Henrique Schroder: Criação e Produção de Conteúdo (criação e produção para todas as plataformas de conteúdo, entretenimento e esportes);
- Erick Brêtas: erviços Digitais (Globoplay, G1, Globoesporte.com, GShow, a home da Globo.com, Cartola e outros produtos);
- Pedro Garcia: Aquisição de Direitos (aquisição dos diretos de transmissão para produção audiovisual, principalmente em esportes e entretenimento)
- Raymundo Barros:[nota 1] Estratégia & Tecnologia (visão de longo prazo no negócio, parcerias e alinhamento estratégico para transformar a Globo em uma empresa mediatech);
- Sergio Valente: Marca & Comunicação;
- Manuel Belmar: Finanças, Jurídico & Infraestrutura;
- Claudia Falcão: Recursos Humanos;
- Paulo Tonet: Relações Institucionais;
- Marcelo Soares: Som Livre;
- Frederick Kachar: Editora Globo;
- Roberto Marinho Neto: Globo Ventures.

### Programação
A Globo mudou a maneira que seleciona suas produções, com o Estúdios Globo e os estúdios independentes mostrando suas propostas em seções de pitching. Isto porque historicamente as emissoras de televisão do Brasil historicamente produzem o próprio conteúdo, o que é incomum comparado a outros grandes mercados, fazendo com que a Globo abandonasse este "modelo vertical". A megafusão também deu a oportunidade para programas e celebridades dos canais pagos participarem em canais abertos. O Criança Esperança passou a contar com celebridades dos canais pagos das arrecadações.

### Identidade visual
Em 1 de dezembro de 2021, a Globo revelou seu novo logotipo durante o Jornal Nacional.

### Popularidade
De acordo com a análise da quota de mercado feita pela Kantar Ibope Media, em fevereiro de 2021, quase 34,6% das televisões brasileiras sintonizaram na Globo o dia inteiro. A Globo possuia uma quota maior do que todas as TVs abertas somadas. Além disso, dos dez canais da TV paga mais vistos, cinco eram do Grupo Globo. O Grupo também foi líder no streaming.

### Investimentos
Houve um alto investimento da Globo para o crescimento do Globoplay, porém em 2018 o streaming deu um prejuízo de R$ 530 milhões. A Globo também anunciou investimentos em TV 3.0.

### Vendas e inaugurações
Em 8 de outubro de 2019, em parceria com a Sony, a Globo inaugurou o Módulo de Gravação 4 (MG4), três estúdios de dramaturgia e entretenimento. Em 1 de abril de 2021, o Grupo Globo vendeu a Som Livre para a Sony Music.

### Problemas internos
Durante o processo de fusão, o Grupo Globo acabou criando cargos internos duplicados. Ela iniciou um processo de demissões em série que fontes consultadas pelo NaTelinha estimaram que chegaria a 20% dos funcionários. De acordo com o Grupo, as demissões aconteceram por uma questão de corte de custos, já que em 2020 a empresa gastava R$ 1,18 bilhão apenas em salários. Também havia casos onde empregados da Globo recebiam grandes salários sem trabalhar, como Adriana Esteves, que se afastou das gravações por quatro anos após filmar Avenida Brasil. Apesar da redução para R$ 853,45 milhões em 2021, houve um aumento das despesas 36% superiores do que no ano anterior pelo aumento do custo de produção e licenciamento de futebol, filmes e séries. Os cortes de salário também afetaram os executivos da Globo. Em 6 de novembro de 2019, a empresa demitiu 100 funcionários do figurino, transporte, produção e equipe do setor de entretenimento de uma só vez. Diversas pessoas romperam o contrato com a Globo ou não tiveram seus contratos renovados, incluindo Renato Aragão, José Loreto, Débora Nascimento, Malu Galli, Glória Menezes, Tarcísio Meira, Vera Fischer, Miguel Falabella, José de Abreu, Malu Mader, Carolina Ferraz, Malvino Salvador, Bianca Bin, Bruno Gagliasso, Stênio Garcia, Bruna Marquezine, Lázaro Ramos, Tiago Leifert, Ingrid Guimarães, Antônio Fagundes, Reynaldo Gianecchini, Faustão, Angélica, Marcos Mion, Boninho, Carlos Tramontina e Chico Pinheiro. Vários dos atores que se desligaram migraram para plataformas de streaming. Outras pessoas deixaram de ter contrato fixo com a Globo, como Camila Pitanga e Fabiana Karla. Também, várias pessoas com alto cargo executivo no Grupo Globo se desligaram, como Jorge Nóbrega, Rossana Fontenele, Carlos Henrique Schroder Sérgio Valente e Silvio de Abreu.